# Chico reality
Chico Reality es una webserie chilena de comedia emitida por el canal chileno Mega durante el segundo semestre de 2016.Es la versión chilena de una comedia extranjera. 
El guion adaptado fue escrito por María Luisa Hurtado, Julio Greene, Ignacia Taré y Daniel Villalobos; y es dirigida por Jorge Bertolini e Italo Galleani. 
Es protagonizada por Fernando Godoy y Luciana Echeverría, además cuenta con las actuaciones antagónicas de Alejandro Trejo, Karla Melo, Diego Casanueva y Roberto Prieto; y las actuaciones especiales de Andrés Reyes, Denise Rosenthal y Fernando Kliche, entre muchos otros.

## Trama
La trama sigue la vida de Freddy Cepeda (Fernando Godoy), un exparticipante de un "reality show", es decir, un "exchico reality". Es el hijo mayor de Marta (Josefina Velasco) y Rolando (Alejandro Trejo). Desde que participó en el reality show Encerrados por la fama, sueña con volver a la fama y a la televisión. Él es el mejor amigo del "Pollo" Miranda (Andrés Reyes) y de Luz María Aguilera (Luciana Echeverría); cabe mencionar, que está enamorado de esta última, quién se encuentra de pareja con Mateo (Diego Casanueva).
En su regreso a la fama, él se encuentra con la popular Jéssica Lorca, "J.Lor" (Denise Rosenthal); una joven amante de la ropa y el estilo, que para cuidar a su hermana ha tenido que dedicarse a trabajar en un club nocturno como bailarina y estríper. También se reencuentra con su chanta entrenador, César (Fernando Kliche), quien no lo llevará por el buen camino.
Las cosas se ven complicadas para Freddy, pero se acercara al amor de Luz y "J.Lor", quienes lo harán ver un mundo que desconocía.

## Elenco
| Actor                | Personaje                      |
| -------------------- | ------------------------------ |
| Fernando Godoy       | Freddy Miranda                 |
| Luciana Echeverría   | Luz María Aguilera             |
| Denise Rosenthal     | Jéssica Lorca Ramos, "J.Lor"   |
| Diego Casanueva      | Mateo Palpa                    |
| Andrés Reyes         | Martín "Pollo" Miranda         |
| Karla Melo           | Soledad Cepeda Gatica          |
| Benjamín de la Barra | Nicolás Morales                |
| Fernando Kliche      | César Chandía                  |
| Josefina Velasco     | Marta Gatica                   |
| Alejandro Trejo      | Rolando Cepeda / Damián Veloso |
| Roberto Prieto       | Tomás Salvatierra              |
| Claudia Pérez        | Consuelo Gatica                |
| Alessandra Guerzoni  | Mariah Hilton                  |
| Hugo Vásquez         | Roberto Acevedo                |
| Yamila Reyna         | Lourdes "Luli" Neira           |
| Catherine Mazoyer    | Ruth Chavarría                 |
| César Caillet        | Matías Palominos Villagra      |
| Rodrigo Villegas     | Igor Valenzuela                |